# Testimonio
El término testimonio (del latín: testimonĭum) hace referencia a un prueba, justificación y comprobación de la certeza o verdad de algo.

## Contexto histórico de la aparición del testimonio

### Antigüedad
Etimología de la palabra testigo:

El latín tiene dos palabras para referirse al testigo; la primera, testis, de donde viene nuestro «testigo» significa, etimológicamente, aquel que se sitúa como tercero (terstis) en un proceso o litigio entre dos contendientes; la segunda, superstest, hace referencia al que ha vivido una determinada realidad, ha pasado hasta el final por un acontecimiento y está, pues, en condiciones de ofrecer un testimonio sobre él.
Agamben

La palabra testimonio viene del griego mártir («μάρτυρας», «testigo») que hace referencia a quien da fe de algo debido a que lo ha vivido o presenciado. Es importante mencionar que, para los griegos, la palabra mártir no tenía un significado de sufrimiento o sacrificio (parecido al del cristianismo) sino que denotaba ser «fuente de primera mano».

#### Falso testimonio
Al hablar de falso testimonio se hace referencia a aquel testimonio que se expresa de una manera no verosímil, es decir, que puede ser fantasioso, contradictorio y tergiversado.
En la Antigüedad, muchas culturas como los egipcios, babilonios, persas y asirios mostraron rechazo hacia el falso testimonio. Uno de los diez mandamientos dictados por Dios en las tablas que entrega a Moisés prohíbe levantar falso testimonio. Asimismo, el código Hammurabi contiene un capítulo dedicado a este, en la academia aún se discute la veracidad de esta afirmación.
En la época del imperio romano se imponían castigos a quienes sobornaran al testigo, asimismo, la Ley de las XII Tablas condenaba a los testigos falsos con la pena de muerte.[cita requerida]
Jurídicamente se considera falso testimonio al delito contra la administración de justicia cometido por un testigo o perito, el cual falta a la verdad en su testimonio durante un procedimiento judicial. Alterar la verdad de manera parcial, modificando hechos o datos relevantes para una investigación es también un delito llamado "falso testimonio parcial". Ambos son considerados dolosos (enlace roto disponible en Internet Archive; véase el historial, la primera versión y la última). y de autoría directa.

### Testimonio en la navegación

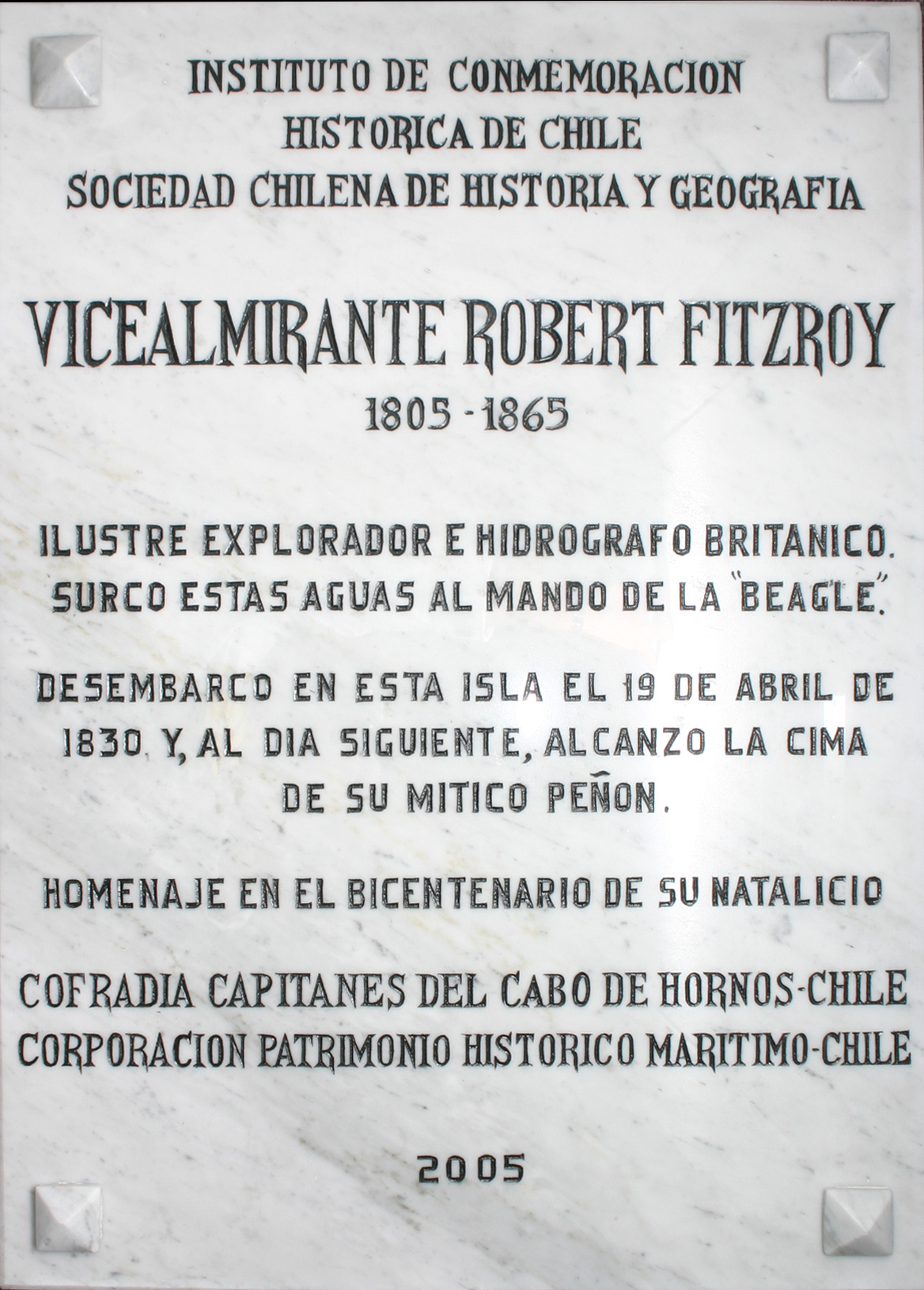
Placa conmemorativa del desembarco Fitz Roy en isla Hornos

Se le considera testimonio a los pergaminos, monedas, actas, botones u otros objetos dejados por geógrafos, marinos, comerciantes, entre otros, durante sus viajes de exploración en la Edad Moderna y Contemporánea dentro de envases para protegerlos del tiempo. Dichos testimonios fueron dejados para dar fe de haber estado en aquellos lugares. Los navegantes que encontraran algún testimonio dejado por otro, generalmente retiraban para sí el original y dejaban una copia o indicación de haberlo retirado junto a uno propio.
Algunos de los testimonios encontrados en el continente americano son:
- Testimonio dejado por el comandante Pringle Stokes en el monte De la Cruz en 1827
- Testimonio dejado por el teniente W.G. Skyring en la isla Skyring en 1829
- Testimonio dejado por el comandante Robert Fitz Roy en caleta Donkin en 1829
- Testimonio dejado por el comandante Robert Fitz Roy en la isla Hornos en 1830

### Testimonio en la religión

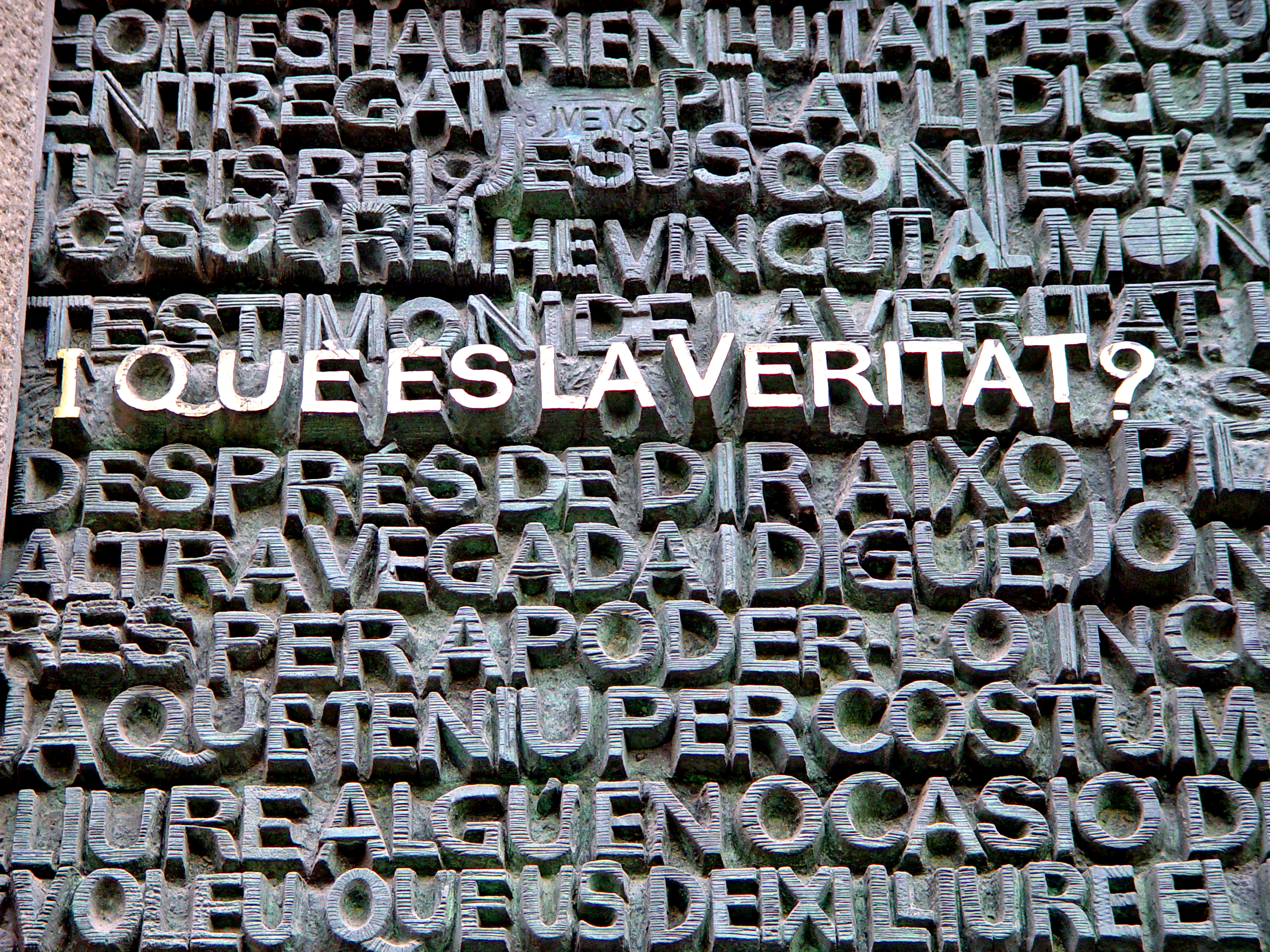
«¿Qué es la verdad». Inscripción estilizada en catalán ubicada en la entrada de la Sagrada Familia, Barcelona.

El testimonio es un elemento que se ha utilizado en la religión para dar a ésta un sentido de veracidad. Este puede ser abordado de distintas maneras; para la religión católica, por ejemplo, toda persona tiene derecho de confesar los pecados que ha cometido. Los sacerdotes son los responsables de mediar entre los creyentes y Dios, se recurre a ellos para confesar los pecados cometidos, de esta manera se intercede para ser perdonado por Dios y salvar su alma. 

A quienes remitiereis los pecados, les son remitidos; a quienes se los retuviereis serán retenidos.
Juan 20:23

De esta manera, quien realiza los pecados es testigo de los mismos, por tanto, al momento de confesar da testimonio de sus actos.[cita requerida] Es decir, aquí el testimonio obedece a un carácter confesional que tiene como objetivo la presentación y el juicio de los actos de quién lo enuncia.
Los testigos de Jehová, por otro lado, han hecho del testimonio uno de sus principales medios de propagación religiosa, su nombre es una autodenominación basada en el pasaje bíblico:

"Vosotros dice el señor, sois mis testigos, y el siervo mío a quien escogí; a fin de que conozcáis, y creáis y comprendáis bien que yo soy el mismo dios. No fue formado antes de mí dios alguno, ni lo será después de mí. Yo soy, yo soy el señor, y no hay otro salvador que yo.
43:10, 11

El fin del testimonio en la religión es convencer a los no creyentes -o creyentes de otras religiones- sobre la existencia de una religión única y "verdadera", así como la reafirmación de la fe de quienes ya participan de ella.[cita requerida] Por ello es común que en algunas religiones se lleven a cabo reuniones donde se hace uso del testimonio como un discurso capaz de generar credibilidad acerca de los sucesos que narra, haciendo referencia muchas veces no solo a la divulgación de pasajes bíblicos, sino también a experiencias individuales consideradas "cercanas a dios" (encuentros, sueños, visiones, señales, revelaciones, etc.) en las que el individuo da fe de un acontecimiento singular, generalmente espiritual, del que ha sido objeto y por tanto único testigo.

### Principios del siglo XX

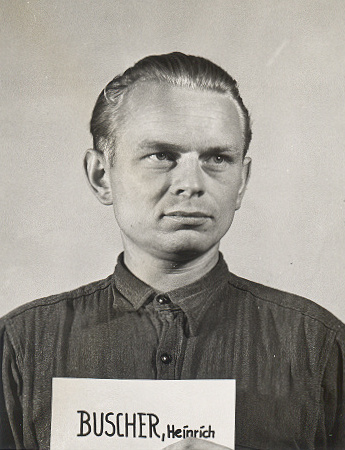
Heinrich Buscher (oficial de las Schutzstaffel) dio su testimonio durante los Juicios de Núremberg.

Después de la Segunda Guerra Mundial y en especial por lo sucedido durante el Holocausto, el testimonio adquirió una relevancia y credibilidad importante para reconstruir los hechos ocurridos.
Varios autores consideran que Auschwitz tiene un papel muy importante debido a que es un símbolo de la memoria y de la posibilidad de testimoniar. (Jelin, 2002, A. Wieviorka, 1998, Cohen, 2006, M. Wieviorka, 2004 en Blair, 2008).
Durante la Guerra Fría, el testimonio era visto como una forma narrativa relacionada con movimientos de liberación nacional y/o de otras luchas sociales inspiradas por el marxismo. Sin embargo, los escépticos y adversarios al testimonio recurrían al red-baiting, es decir, descalificaban las ideas de una persona considerándolas como comunistas o simpatizantes del comunismo (haciendo excepciones a los testimonios que siguieran su agenda ideológica).
El testimonio guerrillero aparece con los levantamientos revolucionarios en Centroamérica (Nicaragua, Guatemala, El Salvador, Cuba), el cual es diseñado para ganar apoyo y/o reclutas para las causas que perseguían, es decir, tenían objetivos políticos sin ninguna pretensión académica o literaria. Dicho testimonio tenía como modelo los Pasajes de la guerra revolucionaria de Ernesto el "Che" Guevara.
Para Enzo Traverso la figura del testigo surge en la década de los sesenta, cuando se comienza a mirar al testimonio como un proceso terapéutico donde quien pudo regresar, es decir, aquel que vivió los hechos y sobrevivió, puede relatar su historia.

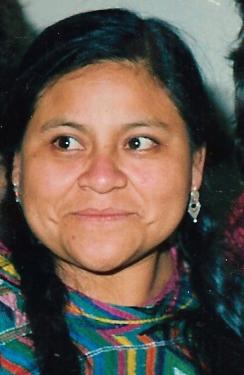
Rigoberta Menchú, Premio Nobel de la Paz de 1992.

#### Segunda mitad delsigloXX
Según Raymond Williams la manera en que el testimonio surge es a partir de que se escriben relatos sobre la vida laboral de la clase obrera.
En un principio, los relatos de los trabajadores se leían con las características de las novelas; con el paso de los años los trabajadores cambiaron la manera en que escribían centrándose, por ejemplo, en el "yo" y relatando de manera singular, lo que volvía estos relatos más creíbles y, además, permitió que se convirtieran en autobiografías; éstas siguieron con la tradición del testigo, por ejemplo, a la hora de confesar la historia de su vida o en el momento de decir quiénes eran y qué habían hecho en la apología de un juicio.
En Latinoamérica el testimonio se conoce como texto narrativo, este en algún momento estaba constituido cuando los sujetos hablan por ellos mismos en vez de que otros hablaran o escribieran a nombre de ellos.
El testimonio como género narrativo se consolidó en los años setenta del siglo XX, en tiempos de los movimientos de liberación nacional y radicalismo cultural, "pero su canonización estuvo más ligada a la fuerza militar, política y económica de la contrarrevolución en los años posteriores a 1973". El testimonio ha ido cobrando importancia para mantener y fomentar la práctica de los movimientos internacionales de derechos humanos y de solidaridad, persuadiendo a los demás de la trascendencia de un hecho. Es por eso que, para Barbara Harlow, el testimonio es visto como una literatura de resistencia.
Esther Cohen considera que no es sino hasta finales de los años setenta que surge conscientemente la figura del testigo, pues es hasta ese momento cuando toma un lugar indiscutible en la historia.[cita requerida] Posteriormente, en los años ochenta, el dar testimonio de hechos traumáticos adquiere una fuerza muy importante debido a todos los estudios sobre memoria en los que se trabajaba (guerras, genocidios, desapariciones, etcétera). En América Latina la Institucionalización del testimonio se da después de la Revolución cubana (años sesenta), debido a que se le considera como una herramienta que da voz a diferentes actores en la lucha por el poder en la esfera pública.
Más adelante, en la década de los noventa comienza un debate entre el testimonio y la relación con la literatura en el sentido de que aparece la figura del mediador quien ayuda al testimoniante a relatar los hechos. Por ejemplo, el caso del testimonio de Rigoberta Menchú (1982), quien cuenta lo acontecido en la guerra de Guatemala y es escrito por la antropóloga venezolana Elizabeth Burgos.
El testimonio en Latinoamérica también tuvo importancia en los textos narrativos no ficticios, es decir, en dónde las cosas que se escribían eran a partir de hechos reales, por ejemplo las crónicas coloniales, las biografías románticas, los diarios de campaña y hasta las historias de vida, que con el paso del tiempo los antropólogos y sociólogos hicieron tan populares (historias de vida de personas que habían participado en los movimientos armados, militancias revolucionarias, etc). La literatura que surgió después de tomar a la historia de vida como parte del texto narrativo fue una literatura que incluía a los participantes y testigos presenciales y tenía la finalidad de dar a conocer las causas, atraer reclutas y reflexionar sobre todo de los éxitos y fracasos de la lucha.
Mientras se daba la institucionalización del testimonio, la literatura carcelaria poco a poco comenzó adquirir importancia ya que “los testimonios carcelarios narran como pocos el fracaso de los diversos proyectos políticos que han querido plantar en Latinoamérica”. Estos documentos no oficiales, ilegales, que expresan voces castigadas “ desde la misma celda, a escondidas y en medio de la intolerante sociedad incivil o en el exilio”, sirven como fuente para la historiografía oficial.

#### Testimonio y las comisiones de verdad
Las comisiones de verdad según Amnistía Internacional son “organismos de investigación oficiales, temporales, no judiciales, encargados de investigar sobre abusos contra los derechos humanos, incluidos los crímenes contra el derecho internacional, y de determinar la verdad”
En este tipo de comisiones los testimonios son fundamentales, ya que las investigaciones se llevan a cabo por medio de la recopilación de relatos de las víctimas (o de familiares de víctimas) que sufrieron violaciones o ataques a sus derechos humanos; esto con la finalidad de que se pueda saber las razones por las cuales se cometieron esos crímenes, al igual que conocer el paradero de personas desaparecidas y para hacer reconocimiento público del sufrimiento de dichas víctimas. La recopilación de los testimonios puede efectuarse mediante entrevistas individuales o asambleas públicas, en estos espacios las víctimas pueden contar lo que les pasó en frente de autoridades y de su comunidad; esta forma de recopilación se implementó debido a que el trabajo individual toma mucho tiempo, además es una manera eficaz de que personas de diferentes lugares del país en conflicto puedan ser partícipes de esta comisión contando lo que les sucedió

## Veracidad del testimonio
La evaluación de la veracidad del testimonio en el contexto de la justicia penal implica considerar una serie de elementos cruciales. Para determinar la autenticidad de un testimonio, se deben tener en cuenta factores como la exactitud de los detalles proporcionados, la credibilidad del testigo y el nivel de confianza en la narrativa presentada.
No obstante, diversos factores pueden interferir en la formación precisa del recuerdo, tanto por influencias externas como internas, como pueden ser las autoevaluaciones o experiencias previas que pueden distorsionar la memoria de un testigo. Además, las diferencias individuales también influyen en la codificación de información, pudiendo llegar a afectar a la precisión del testimonio. Esto se debe a factores como la edad, referida cómo esta afecta a la audición o a la percepción, también el uso de sustancias, los estereotipos, la ansiedad o el sexo, puesto que prestamos más atención a la información que nos interesa.
En algunos casos, los mentirosos pueden mostrarse más colaborativos y menos nerviosos, debido a que pueden estar más enfocados en la impresión que están causando y por tanto, experimentando una mayor carga cognitiva al mantener la falsedad de su declaración.
Para evaluar la veracidad, los indicios fisiológicos y la actividad cerebral son importantes, registrando los cambios psicofisiológicos al formular preguntas relacionadas con el hecho en cuestión. Aunque el polígrafo se utiliza como una herramienta para detectar mentiras, tiene sus limitaciones, como lo es la posibilidad de que los individuos engañen al aparato mediante artimañas físicas o mentales, además de que el estado mental y la personalidad del individuo influyen también en los resultados.
En términos de las declaraciones, las verdaderas tienden a mostrar claridad, proporcionando información temporal, espacial y perceptual, junto con una reconstrucción coherente de la historia. Por el contrario, las declaraciones falsas pueden implicar operaciones cognitivas más complejas y a menudo carecen de la misma riqueza de detalle y coherencia.

## Modificación conceptual del término
El testimonio se encuentra dentro de distintos ámbitos de la sociedad, por ejemplo, en la religión, el derecho, los medios de comunicación e incluso en la poesía. En la religión, el uso de testimonio se ve reflejado a través de la confesión, la cual tiene como propósito salvar el alma de las personas, esta para los católicos.en otras religiones cristianas se refleja el testimonio en el acto de expresar cosas grandes que nuestros ojos han visto para enseñar a otros la veracidad de la palabra de Dios y su mover permanente en nuestras vidas . En el ámbito jurídico se espera que el testimonio que se narra sea racional, pues el propósito de este es mantener siempre una verdad, la cual es exigida por una ley que determina lo que debe ser. En los medios de comunicación, el testimonio es utilizado para dar credibilidad a los sucesos acontecidos. Al igual que en la poesía, el testimonio es pasional y tiende a hiperbolizar lo que se desea transmitir.

### El testimonio en el ámbito jurídico
Cuando se habla de testimonios en el ámbito jurídico se hace referencia a toda aquella persona física que aportara elementos para apoyar los hechos acaecidos en un lugar y momento determinada. Durante un juicio el testigo es aquella persona que ha presenciado directamente (a través de sus sentidos) los hechos que se están investigando o aquella otra que conoce datos o tiene información útil para el caso. Es importante mencionar que solo podrán ser testigos personas que cuenten con todas sus facultades mentales. Cualquier persona que posea información sobre los hechos, incluida la víctima y el acusado, pueden tomar el estrado. Sin embargo, existen ciertas personas quienes tienen el derecho de omitir su testimonio debido a su profesión como los médicos o los ministros religiosos. Cabe mencionar que las opiniones, formas de pensar y conclusiones de los testigos no serán tomadas en cuenta por el jurado sino solo los datos relevantes sobre el caso.
El testimonio en el ámbito jurídico tiene el objetivo de mantener la búsqueda de una verdad sobre los hechos ocurridos, con el fin de encontrar posibles responsables y proceder con lo que la ley establezca.
Por otro lado, los peritos son un tipo de testigos quienes no han presenciado los hechos directamente, más bien, se hace uso de su experiencia y disciplina para emitir juicios sobre lo que han visto de acuerdo a los estudios que tengan. A diferencia de los demás testigos, los cuales no tienen la preparación adecuada, la opinión de los peritos cuenta como válida durante un juicio.
En México a partir de la modificación de 1932 adopta un sistema mixto en el proceso penal, es decir, escrito y oral respondiendo a que hoy en día toda controversia judicial es escrita y hablada. El principio de oralidad no es solo discusión oral en la audiencia, sino debate oral en el proceso y no excluye a la escritura, que tiene como función la preparación y la documentación del pleito.
Marta Madero profesora titular de la Universidad Nacional de General Sarmiento, Instituto de Ciencias. Considera que existe un problema teórico y práctico que es la reconstrucción de la verdad judicial.. Se trata de saber de qué modo, a partir de los testimonios o de otras formas de prueba, se reconstruyen « hechos » de forma tal que se pueda pronunciar una sentencia.

### Especificidad del testimonio
El testimonio relata una experiencia singular en que los hechos son narrados de manera subjetiva y pasional.
Modificaciones de las instituciones del saber, jurídicas y políticas por la aceptación de un valor de verdad al testimonio.
Joan W.Scott define que la experiencia es aquello que se quiere explicar, que fundamenta lo conocido, aquello y que produce conocimiento "la experiencia es tanto colectiva como individual, porque el discurso es colectivo".
Se testimonia un hecho para influir en el receptor y que el auditorio tome partido sobre el mismo. Esta característica es referida por Renato Prada Oropeza como la intencionalidad perlocutiva del enunciado, es decir, al efecto que el enunciado produce en el receptor, la reacción o consecuencia de lo que se ha dicho.

## Problemáticas

### Testigo
María Moliner hace referencia al testigo como una persona que ha presenciado algún hecho y que puede dar a otras personas la seguridad sobre lo que ha ocurrido. Dicho en otras palabras, testigo se refiere a una persona que está presente mientras ocurre algún suceso sin la intención de estarlo.

El testigo testimonia ante alguien la realidad de una escena a la que dice haber asistido y con ello pide ser creído.
Paul Ricoeur

Jeli habla de dos sentidos de la palabra testigo; el primero se da cuando existe una persona que vivió los hechos y que puede narrarlos posteriormente. Y el segundo se da cuando hay experiencia y acontecimientos que no son posibles testimoniar porque no hay sobrevivientes. En este sentido, la autora sostiene que existe una imposibilidad de testimoniar, es decir, no es posible dar cuenta de los hechos porque quienes pueden dar fe de lo ocurrido, están muertos o desaparecidos.

Los verdaderos testigos, los testigos integrales, son aquellos que no testimonian, que no habrían podido hacerlo, son aquellos que han tocado fondo.
 Agamben

Agamben al igual que Jeli otorga importancia al papel del testimoniante, es decir, a las personas que se encargan de testimoniar por aquellas que no pueden hacerlo. Aspecto que altera irremediablemente el valor del testimonio. Sin embargo, el testimoniante tiene un valor fundamental puesto que además de dar fe de los hechos desde un tercer lugar, su testimonio sirve para asegurar o verificar la existencia de los hechos. Este tipo de testimoniante funge como observador y es llamado como testimoniante delegativo. Se puede decir que existen tres tipos de testigo. El primero es llamado como tal testigo y es el que ha presenciado los hechos pero que no puede darlo a conocer a otros debido a su muerte. El segundo es llamado testigo-víctima y es el que ha presenciado los hechos, pero por los sucesos traumáticos a los que se ha visto expuesto le es imposible hablar. Y el tercero es llamado testigo delegativo y es el que narra los hechos por la palabra de otro.
Este discurso no solo representa una experiencia particular, sino que puede hablar representando la experiencia de toda una comunidad o grupo que haya pasado por el mismo acontecimiento. El testigo puede dar fe de un suceso por haberlo vivido, sin embargo, su narrativa se encuentra dentro del marco jurídico, es decir, su relato es considerado como declaración y no como experiencia.
Con el testimonio o declaración que da un testigo, se busca impresionar al oyente u atraer a la comunidad. Se busca ir más allá de solamente informar sobre un acontecimiento o que alguien más registre lo que el testigo recuerda.
Cuando el testigo es un niño, surgen problemáticas a la hora de testificar ya que la exactitud de la memoria infantil varía por la edad, el tipo de prueba que se use para indagar en sus recuerdos, el nivel de estrés que haya sufrido… Se demuestra que a medida que el niño es más mayor es capaz de recordar con mayor detalle los hechos. Aunque pase el tiempo, un niño de temprana edad mezclará información y será sugestionable por el moderador creando falsas memorias. Se estudia la capacidad que tienen los niños para distinguir entre recuerdos reales o imaginados y se obtiene que los niños de menor edad tienen mayor dificultad de discriminar las acciones que han realizado de las que solo han imaginado hacer. Esto se debe a que es difícil encontrar recuerdos reales en edades muy tempranas porque los niños no son capaces de codificar la información al no existir un desarrollo de la memoria. Esta falta de recuerdos se denomina amnesia infantil.

### Procesos del testimonio
Los procesos implicados en el testimonio son tres: la percepción, la retención y la recuperación y finalmente la persuasión.
La percepción se cuando el sujeto recibe el hecho y lo interpreta. Esta información proviene del mundo exterior a través de los sentidos. Encontramos factores del suceso externo (iluminación, colores, velocidad, tiempo, distancia...) y factores del suceso interno (atención de la persona, es decir, que diferentes personas bajo las mismas circunstancias podemos percibir la misma realidad de forma diferente). 
La retención y recuperación es a lo que se refiere con la memoria. Aquí es donde encontramos todos aquellos detalles y tenemos que tener en cuenta que la memoria es vulnerable. Hay que tener en cuenta la memoria selectiva, cuando nos fijamos más en unas cosas que en otras; memoria asociativa por inferencia, cuando interpretamos lo ocurrido y la memoria por sugestión, es que recibimos nueva información y eso altera el recuerdo original. 
Finalmente, tenemos la persuasión, se basa en lo trasmitido para llegar a convencer. Para ello, el testigo debe mostrar seguridad y exactitud, similitud, tener gran peso la forma de declarar, que haya honestidad y finalmente que haga efecto primacía.

### Lenguaje literario
El testimonio es considerado un género literario supeditado a la literatura en forma de narraciones, relatos o crónicas, por ejemplo en las escritas por los frailes y por algunos soldados en Hispanoamérica.[cita requerida] Algunos ejemplos de crónicas son:
- Historia verdadera de la conquista de la Nueva España escrito por Bernal Díaz del Castillo
- Cartas de relación escritas por Hernán Cortés a Carlos V.
- Naufragios. Álvar Núñez Cabeza de Vaca.
- Historia general de las cosas de Nueva España. Bernardino de Sahagún.
- Historia de las Indias. Fray Bartolomé de las Casas.

A este género literario se le da el nombre de «literatura testimonial». Sin embargo, una de sus características es que no está sujeto a leyes de un sistema literario normativo.[cita requerida].
Al ser conformado de experiencias se usa un lenguaje intenso y con rupturas que busca incidir y realizar un cambio en los individuos. Este cambio se logra porque el testimonio involucra al individuo en un contexto político donde los acontecimientos que son narrados forman parte de su realidad, por ello en el testimonio la verdad se vuelve subjetiva.

Todo discurso testimonial es siempre explícitamente referencial y pretende un valor de verdad -dice su (la) verdad.
Prada Oropeza, Renato.

En otras palabras, para caracterizar un discurso testimonial es fundamental la previa existencia de un hecho socio-histórico susceptible a una interpretación del discurso llevada a cabo por el grupo dominante o hegemónico (la versión oficial), contra la cual surge el testimonio del sujeto-emisor del nuevo discurso, es decir que el emisor (testimoniante) ofrece una concepción más amplia o interpretación general sobre un hecho preexistente mediante el nuevo discurso, contra-hegemónico. Además, el narrador o testigo intensifica los sucesos ocurridos a fin de influir en el receptor y exhortar al auxilio o defensa del individuo y la colectividad por la que habla. Por ello, el testimonio es utilizado con frecuencia por personas que han sufrido o han sido víctimas en un acontecimiento, es un arma para poder defenderse y así evitar que lo que ellos han vivido se repita nuevamente. Estas personas al emitir su testimonio se dejan llevar por sus pasiones, exigen atención, usan en gran medida hipérboles y exageran los acontecimientos. De la misma manera urgen a una modificación y a la búsqueda de justicia.
Para Bárbara Harlow el testimonio es "una literatura de resistencia". El testimonio ataca a la literatura, rompe el contrato literario, no existe un goce estético y en muchos casos existe una falta de coherencia en el relato, por lo cual el testimonio está mal escrito. En la literatura el narrador es un sujeto que se domina, es racional y conoce los acontecimientos que se mencionarán en el texto.
A través de un tipo de relato se narra o se recuerda un acto del pasado, de igual manera este se remite mediante personajes y la relación entre sus acciones con base en sus objetivos. Estos recuerdos o narraciones, es decir "vistas del pasado", son construcciones porque el tiempo pasado no se puede eliminar, siendo un perseguidor que esclaviza o libera, que va a tomar sentido y será interpretable en el presente al organizarse a través de los procedimientos de la narración.
Las diferencias pueden ser observadas al comparar fragmentos del libro "Confesiones" (Les Confessions en francés) de Jean-Jacques Rousseau, con un testimonio oral. El libro "Confesiones" puede parecerse a un testimonio sobre la vida del autor. Sin embargo hay características específicas que lo convierten en una obra literaria.

Nací casi moribundo. Había pocas esperanzas de salvarme. Vine al mundo con el germen de una dolencia que los años han reforzado y cuyos intervalos sólo me sirven para sufrir más cruelmente de otra manera.
Rousseau, J

El segundo fragmento tiene características parecidas, las cuales son: Coherencia en el escrito, estética y goce para el lector.

Así llegué a los dieciséis años, inquieto, cansado de todo y, de mi mismo fastidiado de mi situación, ajeno a los placeres propios de aquella edad, devorado por deseos cuyo objeto ignoraba, llorando sin motivo determinado, suspirando sin saber porqué; en fin, acariciando tiernamente mis quimeras.
Rousseau, J

El siguiente fragmento es un testimonio de una sobreviviente de la caída de las torres gemelas en Nueva York el día 11 de septiembre del 2001. Posee las características de un testimonio haciendo notar las diferencias que lo separan de una obra literaria.Tenemos presente un tipo de experiencia que está ligado con un tipo de lenguaje intenso y con ciertas rupturas. De la misma manera el testimonio involucra un valor político.

La explosión fue terrible, yo padezco de asma, esta me ataca por razones emocionales y por el humo, y los dos factores se estaban dando en ese momento, frente a mi venía un monstruo de humo, lo sentía como si fuera un gigante que quería devorarnos y nosotros unos pequeñitos que por más que corríamos el gigante en pocos pasos nos alcanzaba. Al ver esa masa de humo frente a nosotros, corrí hacia mi izquierda, y todos los que estábamos allí también, un señor de origen chino estaba junto a mi y con voz serena y tranquila me decía “yo se que te duele, yo se que son tus amigos, pero debes ser fuerte, tranquila” y con esa voz tan serena me tranquilizaba
por Beatriz Resendiz

[cita requerida]

### Colectividad
El testimonio “connota el acto de testificar o ser testigo en un sentido jurídico o religioso” que promete estar primordialmente interesado por la representatividad de un grupo o comunidad. El aspecto dominante del testimonio es la narrativa desde el “yo” que exige reconocimiento y atención, quiere decir que el testimonio da voz al sujeto, el cual anteriormente era anónimo y despojado de su voz. El testimonio es considerado en una forma alternativa de narrar la historia contraponiéndose al discurso oficial historiográfico del poder. Por tanto, el testimonio es incluyente pues le da voz a diversos actores y no solo a la autoridad buscando dar respeto a otras identidades.
El discurso-testimonio Me llamo Rigoberta Menchú se trata de un yo personal que interpela al lector como un igual que simpatiza con su situación, y que evidencia la presencia de la representatividad colectiva en tanto el autor pretende encarnar un yo-social, pues el eje del testimonio es un acontecimiento experimentado por el testimoniante con otros.
La lógica narrativa de este libro sugiere que lucha armada guatemalteca emergió necesariamente de las condiciones de represión que las comunidades indígenas enfrentaban debido a sus intentos por mantenerse en contra del despojo de las tierras y la explotación por parte del ejército, los escuadrones paramilitares de la muerte y los terratenientes ricos ansiosos de apropiarse de sus tierras y de su trabajo.

Se trata de un sujeto obviamente, de un yo-persona, pero que nunca pierde conciencia de su constitución social, de ser un aparte integrante de una clase social.
Prada Oropeza, Renato.

### Acontecimiento
El testimonio toma sentido en la forma en que es narrado, ya que quien lo cuenta tiene urgencia de transmitir o enunciar algo.
En los distintos lugares donde se han vivido guerras, conflictos políticos-violentos, genocidios y procesos represivos –situaciones típicas de catástrofes sociales y de acontecimientos traumáticos masivos- los procesos de expresar y hacer públicas las interpretaciones y sentidos de esos pasados son dinámicos, no están fijados de una vez para siempre. La relación del testimonio con la memoria y la historia han estado acompañadas por ciertos acontecimientos traumáticos que forman parte de su interpretación. Es decir, los acontecimientos traumáticos son aquellos que por su intensidad generan en el sujeto incapacidad de responder, provocando trastornos diversos en su funcionamiento social. Por lo tanto estos acontecimientos son reprimidos o negados, y se registran tardíamente después de pasado algún tiempo, con manifestaciones de diversos síntomas.

En el momento del hecho, por la intensidad y el impacto sorpresivo, algo se desprende del mundo simbólico, queda sin representación, y a partir de ese momento no será vivido como perteneciente al sujeto, quedará ajeno a él. Será difícil o imposible hablar de lo padecido, no se integrará a la experiencia y sus efectos pasarán a otros espacios que el sujeto no puede dominar. La fuerza del acontecimiento produce un colapso de la comprensión, la instalación de un vacío o agujero en la capacidad de explicar lo ocurrido.
Kaufman, 1998

Además de eso, para Shoshana Felman el "testimonio parece estar compuesto de retazos de una memoria que ha sido abrumada por acontecimientos que no se han asentado en la comprensión o el recuerdo, actos que no pueden ser construidos como conocimiento ni asimilados a la plena cognición, eventos por encima de nuestros marcos o referencia".
Asimismo las experiencias sobre los acontecimientos ocurridos tienden a ser expresados con mucha intensidad, según Paul Veyne esta emoción intensa de una experiencia, asociada con un intenso despliegue de imágenes, es algo característico de la Modernidad.

### Historia y memoria
El pasado es siempre conflictivo ya que en él se construyen y competen la memoria y la historia. Beatriz Sarlo menciona que el pasado es un deseo o un lugar común en donde más allá de toda decisión pública o privada, más allá de la justicia o de la responsabilidad hay algo intratable, es decir, hablar del pasado no es siempre hablar del recuerdo, también hablamos de olvidos y de circunstancias en constante reincidencia con el pasado que van modificando ciertos saberes y verdades del presente.

El regreso del pasado no es siempre un momento liberador del recuerdo, sino un advenimiento, una captura del presente.
Beatriz Sarlo 2005

La memoria, como el proceso de recordar, ordenar e interpretar subjetividades humanas implica la presencia de problemáticas, por ejemplo sobre la verificabilidad de los datos y por consiguiente la autenticidad de los relatos, ya que pueden cometerse errores al momento de realizar las asociaciones que permiten el recuerdo y la transmisión de este.
El testimonio ha sido interpretado como la verdad que un individuo tiene la necesidad de decir, de alguna manera, para incidir en los mecanismos institucionales establecidos. Sin embargo, existen discusiones en torno al carácter de verdad que se le da a la experiencia subjetiva, ya que ha generado que se olviden las experiencias históricas en condiciones especifícas que le dan valor de verdad al testimonio. Una de las críticas literarias del testimonio en este rubro es Beatriz Sarlo.
Por otro lado el debate historiográfico que se ha manifestado en el testimonio responde principalmente a los intentos de legitimar a la historia oral dentro de los cánones de la disciplina y en las concepciones de la historia como narrativa construida. Estas situaciones han obligado a pensar las controversias ideológico-políticas de la intervención de historiadores para confrontar "verdades históricas" y las posturas "falsas" o tergiversadas del pasado.
En otras palabras, el testimonio se relaciona como una forma subjetiva de la verdad basado en la experiencia que va a tener lugar en la memoria como el proceso de recordar, ordenar e interpretar las verdades implicando creencias acriticas de los mitos o "invenciones" del pasado, muchas veces con una mirada romántica o idealizada de los mismos. Y la historia corresponderá A lo fáctico, científicamente comprobado, de lo que "realmente" ocurrió y que conllevará a la institucionalización de aquellos sucesos recopilados.
Actualmente, el testimonio ha tomado mayor importancia porque a través de la memoria colectiva ayuda a la reconstrucción de los hechos, y por ende, de la historia. Esto se debe a que el testimonio es un discurso –en primera persona– que no habla por una sola persona sino por una colectividad, es decir, no es una voz singular sino una voz plural. En la mayoría de los casos, esta colectividad o grupo social resulta ser los llamados grupos subalternos que pretenden comunicar problemas de represión, pobreza y marginación, entre otros.
La reconstrucción de la memoria de los pueblos a través del testimonio, tiene como objetivo buscar la verdad de los hechos, pero también busca que ésta sea transmitida a las generaciones posteriores para intentar legitimar su propia historia a pesar del debate historiográfico, mencionado anteriormente
Como dice Rocío Silva, “los testimonios en conjunto, conforman nuevas narrativas nacionales que ayudan a entender la historia desde una perspectiva contra hegemónica”. Es decir, la historia es ahora también escrita por personas que han vivido subalternizadas en la pobreza y en la marginación, aportando una perspectiva diferente a la escrita por los investigadores.

### Testimonio: experiencia subjetiva
El testimonio es entendido como experiencia subjetiva cuando no hay propiedad en el discurso. La verdad no existe bajo este contexto ya que los sujetos se vuelven cognoscibles y muchas verdades son posibles, por lo tanto convierte cualquier testimonio como "verdadero". Dentro esta experiencia subjetiva se encuentra en primer lugar: la narración, la cual funciona para darle sentido a los discursos ya que está adherida a la persona que se traslada al pasado.
La narración cuando deja de estar en la persona la experiencia se separa de su sentido.

No hay testimonio sin experiencia, pero tampoco hay experiencia sin narración: el lenguaje libera lo mudo de la experiencia, la redime de su inmediatez o de su olvido y la convierte en lo comunicable, es decir, lo común.
Beatriz Sarlo 2005

La muerte del sujeto recae cuando la experiencia del sujeto junto con su representación dejan de ser válidas y empiezan a cuestionarse. Durante la representación, el sujeto no representa una totalidad permanente sino es una representación que habla en ese momento... “El sujeto que habla es una máscara o una firma.”
Dada la reflexión anterior, en el testimonio de verdad subjetiva, el valor del sujeto recae en lo que dice y no se cuestiona si es falso o verdadero, al contrario se busca que durante el cuestionamiento y la validez de discurso el sujeto muestre cierta indignación hacia el suceso que experimentó, “el sujeto no sólo tiene experiencias sino que puede comunicarlas, construir su sentido y, al hacerlo, afirmarse como sujeto.”.

## Pensadores

### Émile Benveniste
Según Benveniste es mediante el lenguaje que se manifiesta la experiencia humana, ya que cada utilización de las reglas del lenguaje constituye la experiencia singular; esa experiencia es a la que se remite cuando se da un testimonio, por lo que, para el autor el testimonio es visto como una enunciación en la que se pone a funcionar la lengua en un acto de utilización, es decir, los sujetos se apropian de la lengua para poder decir lo que quieren "es siempre el acto de palabra en el proceso de intercambio a lo que remite la experiencia humana inscrita en el lenguaje".
Además, identifica lo que él llama el tiempo lingüístico, este se encuentra “ligado al ejercicio de la palabra que se define y ordena en función al discurso”. Es decir, la lengua ordena el tiempo a partir de un eje y dicho eje es el discurso emitido por el locutor. Así, la temporalidad lingüística se realiza en el universo intrapersonal del locutor, como experiencia subjetiva. Al respecto Benveniste afirma que

La temporalidad que es mía cuando ordeno mi discurso es aceptada del todo como suya por mi interlocutor. Mi “hoy” se convierte en su “hoy”, aunque no lo lleva instaurado en su propio discurso, y mi “ayer” en su “ayer”. Recíprocamente cuando él hable contestando , yo convertiré, vuelto receptor, su temporalidad en la mía.

Así pues, el autor indica que la lengua ordena el tiempo a partir del discurso, y ese discurso es planteado en el presente ya que no lo podemos remitir al pasado o al futuro debido a que el presente en una temporalidad implícita en el ejercicio de la palabra.

### Giorgio Agamben
El testimonio según Giorgio Agamben es una intimidad traumática que surge del contacto personal con una realidad inhumana. Define que, por su estructura, el testimonio provoca que el testigo difícilmente pueda comunicar las experiencias sucedidas.
Para hablar de testimonios y testigos, Agamben se enfoca en el análisis del Holocausto, considerando Auschwitz como la ruptura en la historia y ética de la sociedad humana, debido al grado extremo de degradación que sufrieron algunas personas. Para señalar tal quiebre, sitúa dos tipos de testigo, 'el verdadero testigo' y 'el sobreviviente'. Al primero lo nombra musulmán y refiere a las personas que han perdido todo rasgo de humanidad convirtiéndose en mera vida biológica, sin capacidad de dar testimonio. En la segunda categoría, se encuentran aquellos que pueden dar testimonio y los que hablan por el testigo.
"La huella, que la lengua cree transcribir a partir de lo no testimoniado, no es su palabra. Es la palabra de la lengua, la que nace cuando la lengua no está ya en sus inicios, baja de punto sencillamente para testimoniar: 'no era luz, pero estaba para dar testimonio de la luz' ".
Agamben considera importante retomar el testimonio de las víctimas y rellenar las “lagunas”, es decir, aquello que no pudo decir el prisionero común porque ya ha muerto.

Lo repito, no somos nosotros, los supervivientes, los verdaderos testigos…los que hemos sobrevivido somos una población anómala, además de exigua: somos aquellos que por sus prevaricaciones, o su habilidad, o su suerte, no han tocado fondo… son ellos, los musulmanes, los hundidos, los testigos integrales, aquellos cuya declaración hubiera podido tener un significado general. Ellos son la regla, nosotros la excepción…Nosotros hablamos por ellos, por delegación
Giorgio Agamben, 2000

Finalmente Agamben llega a la conclusión de que Auschwitz es indecible, es un suceso carente de testigos y, por ende, lo único factible es dar testimonio de la imposibilidad de testimoniar.
Dominick LaCapra, en "Sobre el acontecimiento límite: Interpretación de Giorgio Agamben" un apartado de su libro Historia en tránsito, describe las características que debería tener un testimonio según Agambe, por ejemplo, tiene que ser un hecho único el que haya ocasionado el trauma, debe de ser sublime además de ser una experiencia donde todas las capacidades se pierden, y dejas de ser tú.
Una segunda premisa que presenta LaCapra es que, "el trauma [...] permitirá cierta distancia crítica de los conflictos y una posibilidad de transformación significativa, incluyendo cambios deseables en las responsabilidades y obligaciones de la vida cívica". El testimonio es transmitido con el propósito de evitar que se repita el hecho, por eso es necesario realizar cambios políticos.

### John Beverley
Por testimonio me refiero a una narración con la extensión de una novela o novela corta, en forma de libro o panfleto (esto es, impresa y no acústica)
Beverly

En su libro Testimonio: sobre la política de la verdad John Beverley realiza un análisis del testimonio que da Rigoberta Menchú en Me llamo Rigoberta Menchú y así me nació la conciencia, y es a partir de este es que Beverley señala algunos elementos presentes en el testimonio, al tiempo que nos ofrece opiniones de personajes como Stoll y Ricardo Rocha.
Primeramente John Beverley habla de un sujeto subalterno, entendido como el que ha vivido un suceso traumático y relata en primera persona su experiencia y la de una colectividad. Aunado a este sujeto y la necesidad de dar a conocer lo acontecido, se encuentra un individuo, académico, ya sea periodista, comunicólogo, escritor, sociólogo; quien tiene el propósito de lograr un discurso efectivo ante la opinión pública e internacional. El ejemplo que da Beverley es el de Rigoberta Menchú y Elizabeth Burgos, pues en Me llamo Rigoberta Menchú y así me nació la conciencia es Rigoberta el sujeto subalterno, pues es ella, quién hablando por toda la comunidad indígena guatemalteca cuenta las masacres que sufrieron en Guatemala durante la dictadua; mientras que Burgos es la periodista que da a conocer la historia. Es importante resaltar el proceso de interpretación de quien escucha el testimonio así como la enunciación de la experiencia del testimonio.
Este mismo libro ha ocasionado discusiones entre autores como David Stoll, quien al momento de analizar el discurso de este testimonio concluyó que sin poner en duda la historia de Menchú hay que aclarar que su relato no es por completo confiable pues llega a exagerar o eludir hechos. Otro ejemplo de tal discusión es un reportaje realizado por Ricardo Rocha sobre la Matanza de Acteal, en el cual de acuerdo a su labor como periodista relata estos acontecimientos.
El testimonio implica la posibilidad de que la narrativa sea distorsionada de tal forma que llame la atención por la estructura exuberante con la que fue creada, esto quiere decir que la producción no es textual ni mucho menos auténtica por la alteridad sufrida, pero que sirve como línea de lucha para la comunidad. También sirve como regresor de la memoria coyuntural del pasado, completado por testimonios alternos y recabado por el interesado en la narrativa.
El autor menciona que para que el testimonio sea creíble, es necesario la presencia de un «efecto de veracidad»; este será logrado a partir de la existencia de alguien que transcriba el testimonio. En este sentido, testimonio no es considerado como tal, hasta que no está escrito en papel o plasmado en cualquier otro soporte, incluso en uno digital. En este sentido la discusión recae en para quién se construye el testimonio, puesto que en la mayoría de las ocasiones quien lee o escucha su narración es un sujeto considerado como "Otro" ajeno a su mundo pero necesario para los fines del sujeto subalterno.

### Beatriz Sarlo
Beatriz Sarlo, en su libro Tiempo pasado, plantea cuestiones sobre la experiencia, el sujeto, y el testimonio, aquí algunas de ellas:
1. ¿Qué relato de la experiencia está en condiciones de evadir la contradicción entre la fijeza de la puesta en discurso y la movilidad de lo vivido?
2. ¿Guarda la narración de la experiencia algo de la intensidad de lo vivido…? ¿la experiencia se disuelve o se conserva en el relato?
3. ¿Es posible recordar una experiencia, o lo que se recuerda es solo el recuerdo previamente puesto en discurso, y así solo hay una sucesión de relatos que no tienen la posibilidad de recuperar nada de lo que pretenden como objeto?

Para la autora es de gran importancia analizar las categorías de sujeto y experiencia, pues nos encontramos en un contexto donde la identidad toma un papel tan importante como el de la historia, en el cual «[...] se refleja la primacía de lo subjetivo y el rol que se le atribuye en la esfera pública».
Por ello la autora afirma que muchas de las respuestas a las preguntas antes expuestas se encuentran en la manera en que el testimonio opera en el ámbito cultural, pues «en condiciones no judiciales, el testimonio pide una consideración donde se mezclan los argumentos de su verdad, sus legítimas pretensiones de credibilidad».
La autora explica que no puede existir testimonio sin experiencia, pero es tan importante la experiencia como su narración, ya que cuando algo es narrado se vuelve comunicable, y así en algo común, además la narración «inscribe la experiencia en una temporalidad que no es la de acontecer [...] sino la de su recuerdo» y por ende, de alguna manera deformado.
Beatriz Sarlo hace una crítica de la autoridad y los privilegios que, sobre todo desde la investigación histórica, se le han dado al discurso testimonial.

El testimonio se convierte en una herramienta popularizada, volviéndose una estructura con valor excesiva donde la experiencia subjetiva adquiere un valor político, es decir, se toma por valor de verdad absoluto un valor de verdad particular

El testimonio por su autorrepresentación como verdad de un sujeto que relata su experiencia, pide no someterse a las reglas que se aplican a otros discursos de intención referencial, alegando la verdad de la experiencia.

.
Para la autora el tiempo pasado es siempre una «construcción» pues este, al ser enunciado desde el presente, siempre responderá a las necesidades o situación actual de quién lo narra. Así, a través del testimonio, se representa un pasado hecho de eventos relatados a partir de una selección y un orden que responde a los proyectos políticos y reivindicadores del sujeto que los enuncia.
Además, realiza un análisis de lo que ella denomina «cultura de la memoria» y «giro subjetivo», cuestionando la posición siempre reivindicatoria desde la que se hace la narración en primera persona, así como los privilegios que, desde la investigación, son otorgados al género como una forma incuestionable de acceder a la verdad.
La autora no debate el discurso testimonial en sí, sino la manera en que este es tratado, al considerar que no es objeto del mismo rigor científico aplicado a otros recursos de la investigación histórica.
Sarlo se refiere al testimonio como una figura ilusoria y advierte:

A las narraciones de memoria, los testimonios y los escritos de fuerte inflexión autobiográfica los acecha el peligro de una imaginación que se establezca demasiado firmemente “en casa”.
Beatriz Sarlo

Para la escritora resulta importante reflexionar acerca de la posición de autoridad que le ha sido otorgada al testimonio para contar una verdad, cargada de gran valor individual, de la que se supone solo su narrador es poseedor, debido a la naturalización del discurso y a que la experiencia la cree dependiente del lenguaje, razón por la cual además existe una apelación constante a la confianza plena del lector.
Así, Sarlo objeta el discurso en primera persona como un medio para llegar a la verdad y critica la validez inapelable con que ha sido tratado, sobre todo desde la investigación histórica, sugiriendo que la enunciación testimonial debe ser desplazada a otras formas de discurso (novela, ensayo, biografía, autobiografía, etc.) que lo expresen y contengan sin presentarse como poseedores de verdad ni apelar a la confianza absoluta de sus lectores.

### Joan W. Scott
Joan realiza una revisión del concepto de experiencia en el texto "Experiencia", el cual está estrechamente relacionado con el testimonio, en este la premisa principal es que a pesar de que dicho término se ha definido de diversas maneras, no se ha tomado en cuenta el proceso de construcción que tiene, así como, la forma en que se estructura la visión de lo que los sujetos han vivido. Por ello, la autora cuestiona lo que puede ser experiencia diciendo que "no son los individuos los que tienen la experiencia, sino los sujetos los que son constituidos por medio de la experiencia". Así, la experiencia es aquello que se busca explicar, que produce conocimiento y da historicidad a las identidades que produce.
Scott comienza su crítica explicando que el tomar la experiencia como evidencia "ha ocasionado una crisis para la historia ortodoxa, al multiplicar no solo los relatos, sino también los sujetos, e insistir en que la historia se escribe desde perspectivas y puntos de vista fundamentalmente diferente, y de hecho irreconciliables, ninguno de los cuales es completo ni completamente verdadero"
La autora afirma que el problema no es retomar a la experiencia como evidencia, pues desde un punto histórico es correcto tomar nueva evidencia que cuestione la historia convencional, sin embargo para Scott el uso de la experiencia como evidencia le quita a la historia su impulso crítico, pues existen apelaciones que la consideran verdadera por ser el relato propio de un sujeto, y que a partir de ello "la evidencia de la experiencia se convierte entonces en evidencia del hecho de la diferencia"
Por ello se habla de una historia de la diferencia, el problema como lo explica Scott, es que al hablar de una historia de la diferencia, que toma como evidencia las experiencias de nuevos sujetos antes no reconocidos por la historia convencional; es que no se toma en cuenta que se siguen utilizando las mismas categorías sin ser analizadas, pues
"El proyecto de hacer la experiencia visible no incluye el análisis del funcionamiento de este sistema y de su historicidad, y en vez de esto reproduce sus términos...Hacer visible la experiencia de un grupo diferente pone al descubierto la existencia de mecanismos represivos, pero no su funcionamiento ni su lógica"
Así pues, para Scott la experiencia no puede ser definida sin haber contextualizado estructuras históricas y sociales que ayuden al cúmulo de fuerzas que van construyendo un discurso.

### Fredric Jameson
Fredric considera al testimonio como una alternativa a lo que denomina la 'subjetividad sobremadura' del bildungsroman, es decir, le otorga su imprimátur, madurez a la narración de un individuo.

### Barbara Harlow
Harlow convierte al testimonio una herramienta clave de la literatura de resistencia. Una literatura marginada en circunstancias extremas
Para Barbara Harlow el testimonio es la voz que representa la izquierda revolucionaria, la voz de los oprimidos por las dictaduras, la otra cara de la historia no contada, especialmente en Latinoamérica.

### George Yúdice
Yúdice ve al testimonio como una forma posmodernista de resistencia, siendo propio del Tercer Mundo. Sin embargo, considera que su función más importante «es servir de vínculo solidario entre diversas comunidades». Así pues, su política cultural «atraviesa fronteras e identidades establecidas en pro de una formación democratizadora».

### Margaret Randall
El género testimonial como categoría literaria es un género nuevo; para la escritora, los elementos que lo definen como tal son: el uso de las fuentes directas, la entrega de una historia a través de las voces de un pueblo protagonista de un hecho, su inmediatez, ya que son historias recientes, uso de material secundario como entrevistas, documentos, etc, y una alta calidad estética.
Randall considera que la intención del género testimonio es provocar un intercambio de ideas y experiencias.El compromiso es como un detonante del testimonio, es decir, la preocupación por el otro, no solamente equivale a descubrir lo que ha vivido el testimoniante , si no el tener sensibilidad para entender su dolor pero lo suficiente maduro para no aumentarlo.